# إبان زوبياوري
إبان زوبياوري (بالإسبانية: Iban Zubiaurre Urrutia) (مواليد 22 يناير 1983 في ميندارو - إسبانيا) لاعب كرة قدم إسباني يلعب حاليا لصالح نادي الدرجة الأولى أتلتيك بيلباو الإسباني منذ 2006 في مركز الظهير الأيمن .

## روابط خارجية
- إبان زوبياوري على موقع قاعدة بيانات كرة القدم.إي يو (الإنجليزية)
- إبان زوبياوري على موقع Soccerway.com (الإنجليزية)
- إبان زوبياوري على موقع عالم كرة القدم.نت (الإنجليزية)
- إبان زوبياوري على موقع AS.com (الإسبانية)